# دهستان بردسره
دهستان بَردسَره یا برده سره یکی از سه دهستان بخش اشترینان از توابع شهرستان بروجرد است. ساکنان این دهستان بیشتر از طایفه لر ساکن در روستاها هستند و اکثرشان به زبان لری سیلاخوری. تکلم می‌کنند.

## جمعیت
بنابر سرشماری مرکز آمار ایران، جمعیت دهستان برد سره در سال ۱۳۸۵ برابر با ۶۷۳۰ نفر بوده‌است که از این میان ۳۱۹۲ نفر مرد و بقیه زن بوده‌اند. این دهستان ۱۴۳۲ خانوار دارد.